# Maurizio Colombo
Maurizio Carmelo Colombo (* 16. Juli 1963 in Buscate oder in Cuggiono) ist ein ehemaliger italienischer Radrennfahrer und nationaler Meister im Radsport.

## Sportliche Laufbahn
Colombo war Bahnradsportler und auch im Straßenradsport aktiv. Er war Teilnehmer der Olympischen Sommerspiele 1984 in Los Angeles. In der Mannschaftsverfolgung kam Italien mit Roberto Amadio, Massimo Brunelli, Maurizio Colombo und Silvio Martinello auf den 4. Rang. In der Einerverfolgung schied er in der Qualifikation aus.
Bei den Mittelmeerspielen 1983 in Casablanca gewann er die Goldmedaille in der Einerverfolgung. 1980, 1981, 1983, 1984 siegte er in der nationalen Meisterschaft in der Mannschaftsverfolgung, 1984 in der Einerverfolgung. 
1984 wurde er Berufsfahrer im Radsportteam Supermercati Brianzoli und beendete seine Karriere als Radprofi 1987 bei Del Tongo. Im Giro d’Italia 1987 wurde Colombo 118. der Gesamtwertung, in der Vuelta a España 1985 schied er aus.